# Pedro de Valencia
Pour les articles homonymes, voir Valencia.
Pedro de Valencia (Zafra, 1555 - Madrid, 1620) fut un jurisconsulte et humaniste espagnol.

## Biographie
Il étudia les arts à Cordoue et le droit à Salamanque, et était fort instruit dans les langues et la philosophie anciennes.
Disciple et secrétaire de Benito Arias Montano, il fonda à Zafra en 1590 une école basée sur la pensée de ce dernier, et où l'on étudiait ses œuvres, dont le Dictatum Christianum et le Humanae Salutis Monumenta.
En 1607, il fut nommé historiographe du roi Philippe III d'Espagne.
Pendant l'Inquisition, il écrit à l'inquisiteur général Bernardo de Sandoval pour lui dire qu'il réfute la croyance que les sorcières sont des agents du démon et que leurs aveux, qui les ont condamnées à l'autodafé de Logroño en 1610, n'étaient rien d'autre que des rêves,.

## Œuvres
- Academica, sive de Judicio erga verum, sa principale œuvre philosophique, où il expose et discute des différentes opinions relatives à la certitude. Cet ouvrage, qui sert de commentaire aux Académiques de Cicéron, est considéré comme étant un jalon dans l'histoire de la pensée espagnole du Siècle d'or,
- Discours sur les morisques en Espagne, où il défend qu'au lieu de les expulser, il faudrait les répartir dans le royaume, sans leur laisser former des noyaux.
- Discours contre l'oisiveté, où il explique en quoi la paresse est nuisible.
- Discours sur les histoires de sorcières et les choses touchant à la magie, où il proteste contre la chasse aux sorcières[1].
- Discours sur la monnaie de billon,
- Sur le prix du blé, exposé sur les inconvénients de la hausse de la monnaie d'argent,
- Discours sur l'accroissement du travail de la terre.